# 파르나케스 2세
파르나케스 2세(그리스어 Φαρνάκης, 기원전 47년 죽음)은 폰투스의 미트라다테스 6세의 아들로 로마 공화정 말기 로마에 반기를 들었다가 율리우스 카이사르에게 패했다.

## 반역
파르나케스의 어린 시절은 거의 알려지지 않았다. 아버지 미트라다테스 대왕은 로마에 세번이나 반기를 들었고 당대의 로마의 용장들과 싸웠으나 결국 폼페이우스에게 쫓겨다니는 신세가 되었다. 이때 파르나케스는 30세였는데 그는 아버지에게 반기를 들고 반역을 꾀하였고 로마군과 싸우는 것을 꺼려한 폰투스의 군사들도 이때 파르나케스에게 협력한 것으로 보인다. 결국 아들에게 쫓겨난 아버지 미트라다테스 6세는 결국 쓸쓸히 자살하고 말았다. 파르나케스는 폼페이우스에게 아버지의 시체를 보내고 항복한후 왕위를 보전할 수 있었지만 아버지 때와는 훨씬 줄어든 왕국을 유지했다.

## 카이사르와의 전쟁
기원전 49년 로마에서 카이사르의 내전이 일어나자 파르케나스는 부왕의 통치 시절의 왕국의 영토 부활을 기치를 삼고 주변국을 침략하였다. 흑해 남해안에서 가장 큰 도시인 시노프를 함락시키고 카파도키아를 침략하였다. 카이사르는 파르살루스 전투에서 승리한 직후 부관인 도미티우스에게 3개 로마 군단을 주고 소아시아로 보내어 파르나케스를 상대하게 했으나 곧 알렉산드리아에서 이집트 내전에 휘말린 카이사르는 2개 군단을 빼내 이집트로 보내게 했다. 그 사이 파르케나스는 소아시아 지역의 절반을 점령하고 도미티누스를 격퇴하여 시리아로 퇴각시켰다.
카이사르는 이집트 원정을 마무리 하고 기원전 47년 6월 직접 파르나케스를 상대하러 소아시아로 왔다. 처음에 파르케나스는 외교교섭을 벌이면서 시간을 벌려고 했으나 카이사르가 교섭을 포기하고 행군속도를 높이자 결국 젤라(지금의 터키의 질레)에서 양군이 맞붙었다. 결과는 카이사르의 완승으로 끝나고 파르케나스는 겨우 도망쳤다. 그는 보스포루스로 돌아가 몇 개 도시의 영향력을 회복했으나 부하가 반란을 일으켜 싸우다 죽었다.

## 같이 보기
- 보스포로스 왕국